# La Presse de Tunisie
Pour les articles homonymes, voir La Presse.
La Presse de Tunisie (arabe : لا براس) est un quotidien tunisien d'informations générales en langue française qui paraît à Tunis depuis le 12 mars 1936.
Privé à l'origine, il devient, après l'indépendance de la Tunisie, un quotidien public. Sous le régime de Zine el-Abidine Ben Ali, il accorde une large place aux réalisations du régime.

## Histoire

### Ère Smadja
La Presse de Tunisie est fondée le 12 mars 1936 par Henri Smadja, médecin français de confession juive, doctorant en médecine et en droit né en Tunisie, futur propriétaire du quotidien Combat,. Il souhaite contrecarrer La Dépêche tunisienne, organe des colons, et donner la parole aux Tunisiens, dans un paysage médiatique francophone acquis à la cause coloniale,. Dès sa parution, il acquiert une certaine influence malgré une pagination réduite à deux pages.
Pendant la Seconde Guerre mondiale, la suspension de L'Unione, journal à tendance fasciste de la communauté italienne, permet au propriétaire de La Presse de Tunisie d'en devenir le liquidateur et d'acquérir son matériel. Dans les années 1950, dans un contexte politique agité, des journalistes étrangers cumulent leur fonction de correspondant en Tunisie avec des postes à la rédaction. Cette dernière s'appuie également sur des pigistes locaux et sur les dépêches des agences de presse internationales. Devenu leader de la presse francophone, le journal absorbe La Dépêche tunisienne.
Le 7 novembre 1956, le journal est interdit sur arrêté du ministre de l'Intérieur L'interdiction est levée le 4 février 1957.

### Nationalisation
En mars 1967, Smadja est compromis dans une affaire de transfert massif et illégal de devises vers la France. À la suite d'un procès, Smadja perd le journal et, tous ses biens ayant été confisqués, il quitte le pays le 14 juillet 1967,. Le journal est placé sous séquestre durant plus de cinq ans et passe sous la tutelle de l'État : le directeur de la rédaction est dès le mois de juin le directeur de l'information au ministère de la Culture et de l'Information, Amor Msadak, la gestion du journal étant confiée au PDG de l'Imprimerie officielle,.
En octobre 1968, le ministre de la Culture, Chedli Klibi, place Amor Belkhiria, directeur de l'information à la RTT, à la direction afin d'assurer sa parution malgré peu de moyens et une équipe réduite ; les journalistes français, italiens et juifs migrent en effet vers la France. Le 25 mars 1971, la Société nouvelle d'impression, de presse et d'édition est créée et son capital réparti entre des banques, des organes de presse et ses employés. La Presse de Tunisie perd petit à petit son indépendance et devient l'organe du gouvernement. Les différents directeurs ne sont pas, à deux exceptions près, des journalistes.

### Évolutions

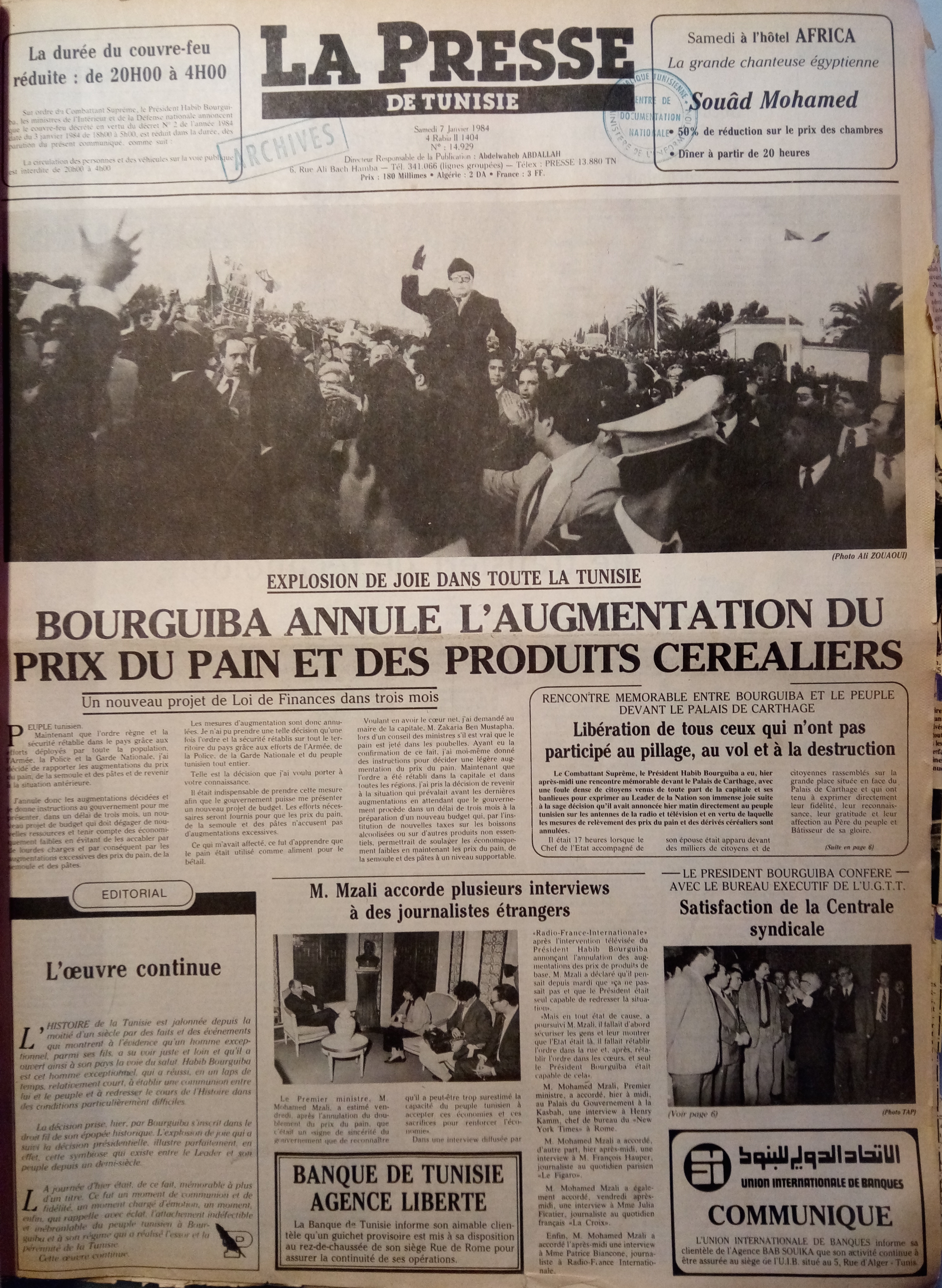
Une du 7 janvier 1984.

Avec l'amélioration de la situation financière, un service financier, un bureau central et un service commercial sont mis en place. Des jeunes universitaires, comme Noureddine Tabka, Hédi Grioui, Mary Badri, Alya Bouhdiba, Slaheddine Maâoui, Mohamed Mahfoudh, Brahim Labassi ou Abdelhamid Gmati, rejoignent la rédaction. Entre 1978 et 1980, le siège du journal, au numéro 6 de la rue Ali-Bach-Hamba au centre de Tunis, est rénové et agrandi.
La désignation d'Abdelwahab Abdallah à la tête du quotidien marque un tournant. Sur le plan rédactionnel, de jeunes diplômés de l'Institut de presse et des sciences de l'information sont intégrés et des stages de formation organisés. Sur le plan technique, les années 1980 voient la linotype remplacée par la photocomposition, facilitée par le recours à la Société d'arts graphiques, d'édition et de presse. Un an et demi après son arrivée, Abdallah lance un projet d'imprimerie dans la zone industrielle de Ksar Saïd. Le 12 février 1982, une nouvelle rotative offset assure une autonomie de tirage.
Abdallah nommé en août 1986 à la tête de l'agence Tunis Afrique Presse, Maâoui, rédacteur en chef, prend la tête du journal alors que Mahfoudh le remplace. En octobre 1987, un supplément dominical, le Magazine du dimanche, est lancé.
En janvier 2002, La Presse de Tunisie met en ligne son site web, premier site tunisien mis à jour quotidiennement ; il enregistre en mai 2005 plus de 85 000 visiteurs uniques et 450 000 hits par jour.
Le 13 janvier 2012, un an après la révolution qui chasse le président Zine el-Abidine Ben Ali du pouvoir, une élection se tient pour élire les deux rédacteurs en chef et les membres d'un conseil de rédaction. Mongi Gharbi et Lassad Ben Ahmed sont élus respectivement rédacteur en chef et rédacteur en chef adjoint ; le conseil de rédaction est lui composé de cinq journalistes : Soufiane Ben Farhat, Rafik Herguem, Olfa Belhassine, Raouf Seddik et Nizar Hajbi. Le 18 octobre 2013, Slaheddine Grichi est élu rédacteur en chef et Jalel Mestiri rédacteur en chef nation.

## Rédaction

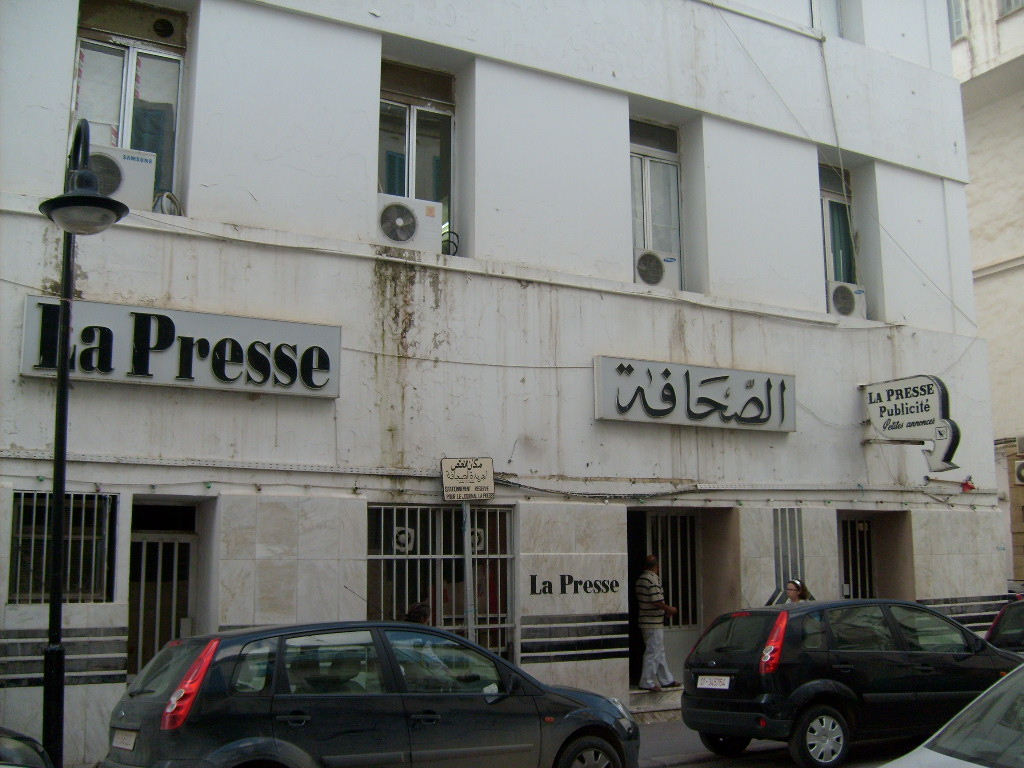
Siège du journal à Tunis.

La rédaction de La Presse de Tunisie compte en mars 2006 une cinquantaine de journalistes permanents, une vingtaine de pigistes et une vingtaine de correspondants régionaux, en majorité des diplômés de l'enseignement supérieur. D'une moyenne d'âge de 35 ans, ils comptent parmi eux une vingtaine de femmes. Le journal compte alors quatre bureaux et une vingtaine de correspondants régionaux.

## Tirage
La Presse de Tunisie revendique en mars 2006 un tirage quotidien moyen de 55 000 exemplaires, s'élevant à 83 000 le dimanche avec ses suppléments emploi et magazine. Les ventes journalières s'établissent en moyenne entre 20 800 et 43 500 exemplaires.
La distribution du quotidien se fait par la société Dispress et, en partie, par ses propres moyens (régions de Sousse et Sfax).
En janvier 2010, son prix de vente est de 600 millimes.

## Journalistes
- Sabrine Ahmed
- Sami Akrimi
- Chérif Arfaoui
- Mohamed Ali Arfaoui
- Tahar Ayachi
- Zine Bach Hamba
- Mary Badri
- Hédi Balegh
- Olfa Belhassine
- Chedly Belkhamsa
- Lassaâd Ben Ahmed
- Moncef Ben Amor
- Mondher Ben Dana
- Soufiane Ben Farhat
- Sadok Ben Mahmoud
- Borhane Ben Miled
- Bady Ben Naceur
- Chokri Ben Nessir
- H'mida Ben Romdhane
- Karim Ben Saïd
- Néfissa Ben Saïd
- Lotfi Ben Sassi
- Fadhila Bergaoui
- Jamel Bida
- Saoussen Boulakbech
- Hatem Bourial
- Jawhar Chatty
- Raoudha Cheour
- Ammar Dakhlaoui
- Samira Dami
- Asma Drissi
- Mahmoud Fadhel
- Moussa Farhat
- Chokri Gharbi
- Mongi Gharbi
- Kamel Ghattas
- Abdelhamid Gmati
- Hédi Grioui
- Jalila Hafsia
- Nizar Hajbi
- Abdel Aziz Hali
- Nabiha Hamami
- Samira Hamrouni
- Alya Hamza
- Rafik Herguem
- Hamdi Hmaidi
- Mahmoud Hosni
- Imen Houari
- Mhamed Jaibi
- Najet Kacem
- Mohamed Salem Kechiche
- Mahmoud Ketatni
- Mariem Khdimallah
- Hédi Khelil
- Brahim Labassi
- Slaheddine Maâoui
- Mohamed Mahfoudh
- Manoubi Marouki
- Meysem Marouki
- Hassen El Mekki
- Faouzia Mezzi
- Mohamed Missaoui
- Mohamed Moumen
- Hassen Mzoughi
- Walid Nalouti
- Ronz Nedim
- Néjib Ouerghi
- Brahim Oueslati
- Marwa Saïdi
- Raouf Seddik
- Youssef Seddik
- Mohamed Larbi Snoussi
- Noureddine Tabka
- Khaled Tébourbi
- Narjes Torchani
- Salem Trabelsi
- Flavio Ventura